# Psammotettix shensis
Psammotettix shensis är en insektsart som beskrevs av Kuoh 1981. Psammotettix shensis ingår i släktet Psammotettix och familjen dvärgstritar. Inga underarter finns listade i Catalogue of Life.